# Jodhpur
Jodhpur (Hindi: जोधपुर, Jodhpur) ist eine Stadt (Municipal Corporation) mit rund 1 Million Einwohnern im indischen Bundesstaat Rajasthan. Jodhpur war die Hauptstadt des Rajputen- und späteren Fürstenstaats Marwar und ist nach Jaipur die zweitgrößte Stadt Rajasthans. Die Stadt ist ein beliebtes Reiseziel Indiens mit mehreren Palästen, Festungen und Tempeln in der Landschaft der Thar-Wüste.
Jodhpur ist Sitz des Rajasthan High Courts, des obersten Gerichts von Rajasthan.

## Lage
Jodhpur liegt am Ostrand der Wüste Thar in einer Höhe von ca. 230 m ü. d. M. und ca. 330 km (Fahrtstrecke) südwestlich von Jaipur, ca. 250 km südlich von Bikaner und ca. 250 km nördlich von Udaipur.

## Klima
Das Klima in Jodhpur ist heiß und trocken (Wüstenklima); Regen fällt normalerweise nur in der Monsunzeit (Mitte Juni bis Mitte September).
Die Klimakrise hat in weiten Teilen Indiens zu einer drastischen Verknappung des Trinkwassers geführt. Dies ist in besonderem Maße in Jodhpur spürbar.

## Bevölkerung
Im Jahr 1911 hatte die Stadt etwa 60.000 Einwohner; 1961 waren es ca. 225.000. Ca. 77 % der Einwohner sind Hindus, ca. 19 % sind Moslems und knapp 3 % sind Jains; der Rest entfällt auf religiöse Minderheiten wie Sikhs, Buddhisten und Christen. Wie bei Volkszählungen im Norden Indiens üblich, liegt der männliche Bevölkerungsanteil ca. 12 % über dem weiblichen. Nur ca. 20 % der zumeist aus den ländlichen Regionen in der Umgebung zugewanderten Bevölkerung sind Analphabeten.

## Wirtschaft
An einer belebten Handelsroute gelegen, die einst Delhi mit der Provinz Sindh verband, wurde die Stadt aus den Erträgen des Karawanenhandels mit Opium, Sandelholz, Datteln und Kupfer erbaut. Heute ist Jodhpur Sitz mehrerer Ausbildungsinstitutionen sowie Garnisonsstadt. Die wichtigsten Wirtschaftszweige sind die Möbel-, Metall- und Textilindustrie. Die meisten Menschen arbeiten jedoch als Kleingewerbetreibende, Handwerker, Händler sowie im Dienstleistungsgewerbe (Rikscha-Fahrer, Lastenträger etc.).

## Geschichte

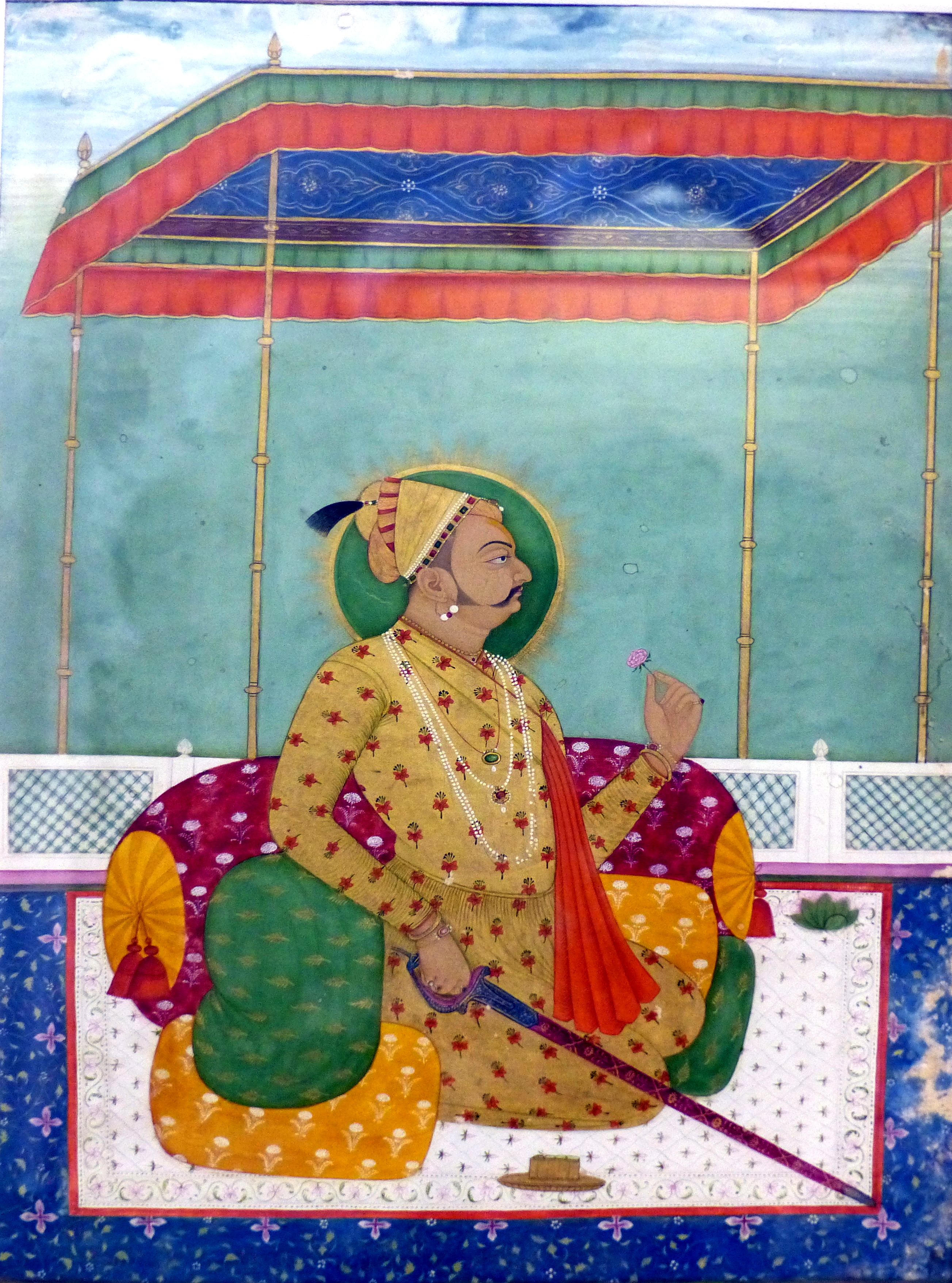
Maharaja Aijit Singh (1720)

Die Gegend wird schon im Ramayana-Epos erwähnt. Vom 8. bis 11. Jahrhundert gehörte sie zum Pratihara-Reich, welches bei den diversen Vorstößen der islamischen Heere Mahmud von Ghaznis (reg. 1097–1030) unterging. Die Stadt Jodhpur wurde 1459 durch Rao Jodha, dem Oberhaupt eines Rajputen-Clans, gegründet. Dieser machte sie zur Hauptstadt des mächtigen Rajputenstaates Marwar, der jedoch dem Mogulreich gegenüber tributpflichtig wurde, Heeresdienste zu leisten hatte, aber eine gewisse Autonomie bewahren konnte. Später gab es Auseinandersetzungen mit den Marathen, bis Marwar im Jahr 1818 britisches Protektorat wurde.

## Kultur und Sehenswürdigkeiten

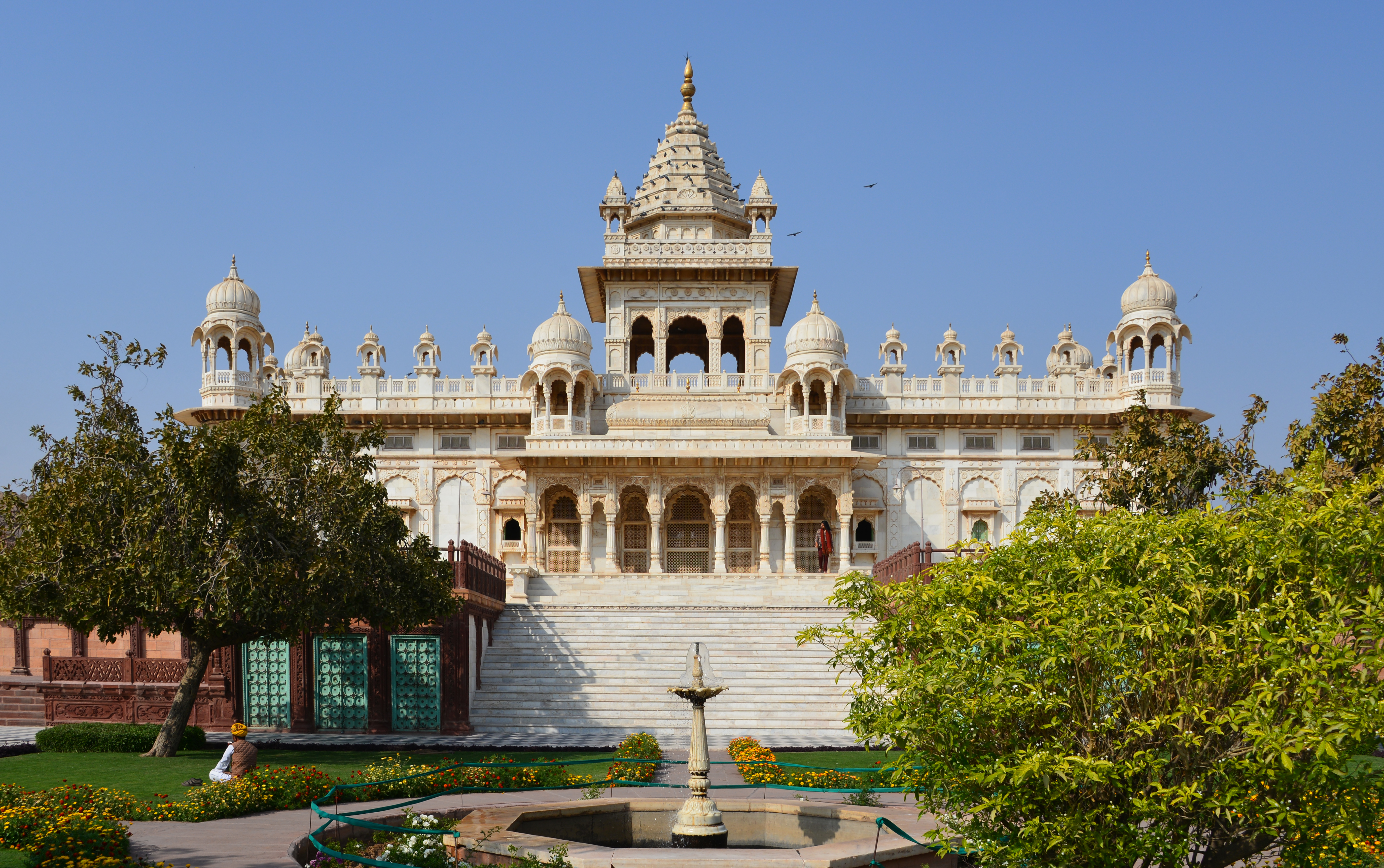
Jaswant Thada-Mausoleum

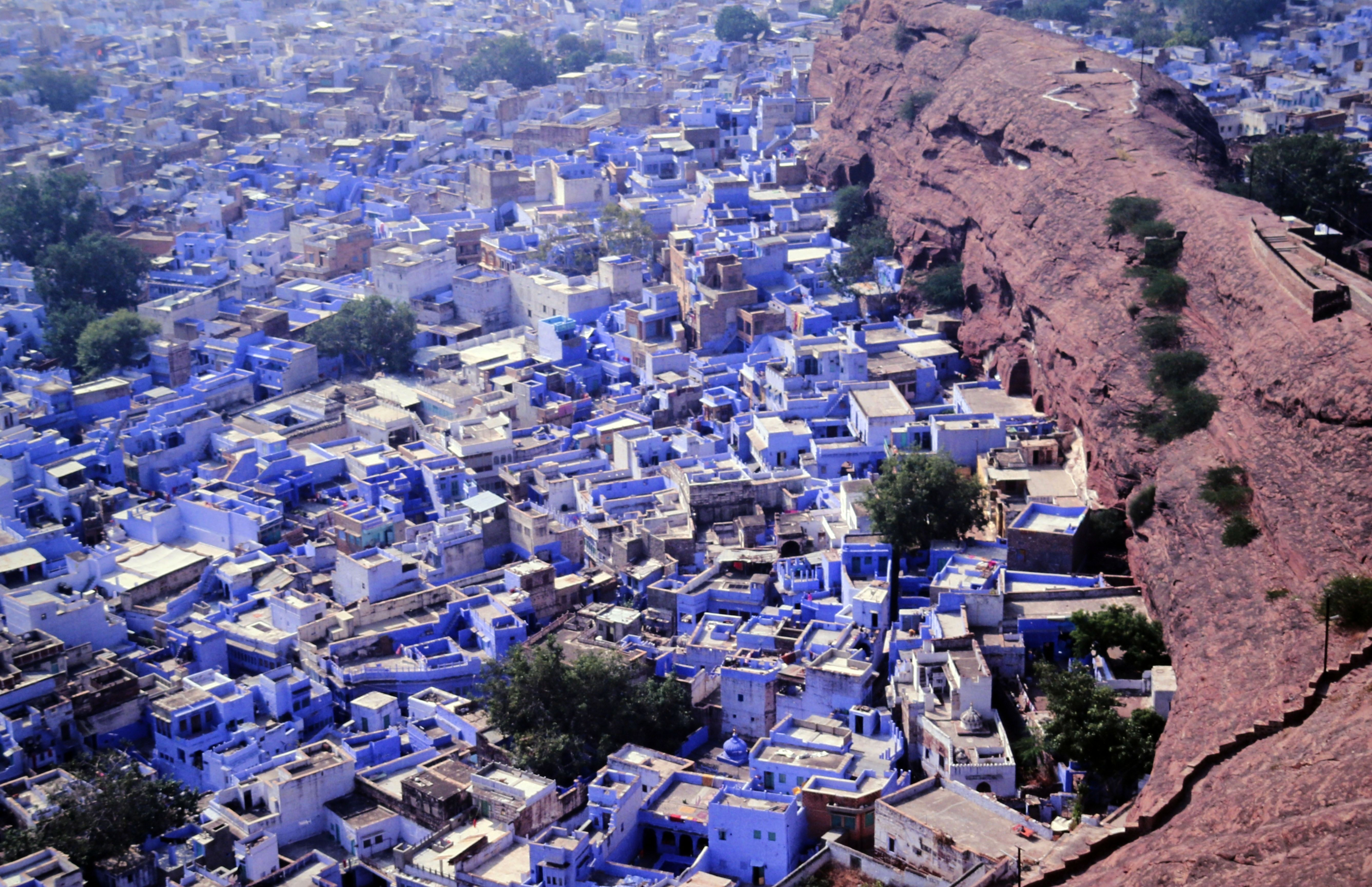
Jodhpur wird auch die „Blaue Stadt“ genannt

- Jodhpur ist wegen der Farbe seiner Häuser auch bekannt als die „Blaue Stadt“. Traditionell kennzeichnete die Farbe Blau die Zugehörigkeit der Bewohner zur Kaste der Brahmanen, allerdings haben heute auch Nicht-Brahmanen diesen Brauch übernommen. Man sagt der Farbe nach, dass sie ein effektives Mittel zur Abwehr von Moskitos sei.
- Die Stadt wird überragt von der im 15. Jahrhundert erbauten, danach aber immer wieder vergrößerten Festungsanlage Meherangarh, welche auf einem ca. 140 m hohen Felsen liegt. Die Festung ist umgeben von einer ca. 10 km langen Mauer mit acht Toren.
- Nördlich des Forts befindet sich der Jaswant Thada genannte Memorialbau für den im Jahr 1895 verstorbenen Maharadscha Jaswant Singh II. Es ist ein außergewöhnlich repräsentativer Bau aus weißem Marmor im Indo-Islamischen Stil mit zahlreichen chhatris auf dem Dach und einer palastartig gestalteten Innenausstattung.
- Der in den Jahren 1929 bis 1943 erbaute Umaid-Bhavan-Palast zählt zu den größten und eindrucksvollsten Palästen Rajasthans.
- Selten besucht sind die drei Stufenbrunnen der Stadt: Turji Ka Jhalra, Mahila Bagh Ka Jhalra, Birkha Bawri.

Umgebung
- Der ca. 10 km nördlich des Stadtzentrums gelegene Ort Mandore ist wegen seiner Parkanlage, die mehrere Schreine und Tempel sowie die Memorialbauten (chhatris) der Maharadschas von Marwar beherbergt, ein beliebtes Ausflugsziel.
- Jodhpur wird eingerahmt von mehreren kleineren Seen – darunter der ca. 5 km westlich gelegene Kaylana Lake und der etwa 2 km südwestlich von Mandore gelegene Balsamand Lake.
- Ungefähr 70 km nördlich von Jodhpur befindet sich die Tempelstadt Osian.

## Sonstiges
Während der britischen Kolonialzeit wurde Jodhpur namengebend für zwei Kleidungsstücke, nämlich für die von den örtlichen Reithosen abgeleitete Jodhpurhose sowie die Jodhpur-Stiefel.

## Söhne und Töchter der Stadt
- Jai Narayan Vyas (1899–1963), Politiker
- Brij Bhusan Kabra (1937–2018), Gitarrist
- Man Mohan Sharma (* 1937), Chemieingenieur
- Mani Kaul (1944–2011), Filmregisseur und Drehbuchautor
- Pankaj Ghemawat (* 1959), Wirtschaftswissenschaftler, Hochschullehrer, Global Strategist, Redner und Schriftsteller